# Benjamin Moukandjo
Benjamin Moukandjo Bilé, född 12 november 1988 i Douala, är en kamerunsk fotbollsspelare (anfallare).

## Klubbkarriär
I september 2019 värvades Moukandjo av Ligue 2-klubben Lens. Han fick endast 47 minuters speltid i Ligue 2 och lämnade klubben den 23 januari 2020. Samma dag skrev Moukandjo på för Ligue 2-klubben Valenciennes.
Den 28 januari 2021 värvades Moukandjo av grekiska AEL.

## Landslagskarriär
Moukandjo var uttagen i Kameruns trupp vid världsmästerskapet i fotboll 2014 och Afrikanska mästerskapet 2017.